# Шувалов, Андрей Петрович (1802)
Граф Андрей Петрович Шувалов (1802—1873) — русский придворный из рода Шуваловых, обер-гофмаршал, обер-камергер, президент Придворной конторы.

## Биография
Родился 29 августа (10 сентября) 1802 года в Петербурге. Старший сын сенатора, генерал-лейтенанта графа Петра Андреевича Шувалова от брака с княжной Софьей Григорьевной Щербатовой. Крещён 11 сентября 1802 года в Симеоновской церкви при восприемстве деда князя Г. А. Щербатова и бабушки графини Е. П. Шуваловой.
Получил домашнее образование. В 1823 году поступил актуариусом (регистратором) в Коллегию иностранных дел. Был причислен сначала к неаполитанской миссии, а затем — венской. Почти одновременно, в апреле 1824 года, в звании камер-юнкера причислен был и к ведомству министерства Императорского Двора.
Отозванный из Вены по прошению в 1826 году, находился при делах коллегии до 1829 г., когда переведен был в Азиатский департамент Министерства иностранных дел. В этом учреждении прослужил до 1838 г., состоя членом высочайше утвержденной комиссии для удовлетворения русских подданных по требованиям к Оттоманской Порте. В то же время он повышался и по службе в придворном ведомстве: 5 декабря 1830 года был пожалован в камергеры, 27 февраля 1833 года произведён в церемониймейстеры, а 30 апреля того же года назначен церемониймейстером при ордене св. Анны с ношением официальных знаков ордена и вместе с тем управляющим экспедицией этого ордена.
С 25 июля 1837 года состоял церемониймейстером при ордене св. Александра Невского, в декабре того же года был пожалован в действительные статские советники, а в 1838 году — пожалован придворным званием «в должности гофмаршала» Высочайшего двора. Тогда же ему было поручено управление экспедицией знака отличия беспорочной службы и исправление должности вице-президента придворной конторы. В 1844 году был пожалован чином гофмаршала. 17 октября 1847 года на него возложено главное управление Собственным Его Императорского Величества дворцом в Петербурге, загородными дачами и дворцами Государыни Императрицы, а также и заведование Собственной Его Величества конторой.
Пожалованный затем в 1850 году обер-гофмаршалом с назначением президентом придворной конторы, в 1852 году был назначен управляющим Зимним дворцом, а с 1855 по 1857 год состоял при вдовствующей императрице Александре Фёдоровне. 8 сентября того же года назначен членом Государственного совета с сохранением настоящего звания и должности. В 1858 году ему повелено было состоять при императрице с возложением на него обязанностей по должности обер-гофмейстера. 20 мая 1868 года был назначен обер-камергером. Принимал непосредственное участие в приготовлениях к коронации Александра II. В 1833 и 1836 годах был избираем на два трёхлетия депутатом Санкт-Петербургского дворянского депутатского собрания от Шлиссельбургского уезда.
С 1859 года до своей смерти занимал служебную квартиру в Северном павильоне Малого Эрмитажа. Прилегающий проезд стал называться Шуваловским. По очерёдности награждения входил в состав пенсионеров — кавалеров ордена Святого Андрея Первозванного (800 рублей в год). Имел все высшие знаки отличия, до ордена св. Андрея Первозванного с алмазами включительно. Имя его относилось к числу старейших в списке лиц придворного ведомства царствования императора Александра II, который, подобно своему отцу, любил и высоко ценил Шувалова.
Скончался 23 июня (5 июля) 1873 года в Карлсбаде от «скоротечного воспаления легких», был похоронен в церкви Св. мученицы Софии в имении Вартемяги.
В своей частной жизни он отличался большой гуманностью и заботливостью о «простых людях». В одном из его имений Вартемяги, где он и был похоронен,  по его инициативе учреждены были школа, чайная и родильная с яслями. Правда, современники не слишком одобрительно отзывались о графе. Мемуаристка Смирнова-Россет прямо называла Шувалова «пройдохой», а князь П. В. Долгоруков писал:

Искусный царедворец Шувалов всегда знал, кому вовремя поклониться, кому улыбнуться, а кому для лучшей пользы своей и спиной повернуться. Покровительству Волконского он обязан был постепенно чинами церемониймейстера, гофмаршала и обер-гофмаршала. Усердие его к исполнению придворных должностей не знало пределов, он родился с специальным даром быть дворецким. Казне не дешево обходилось управление Шувалова, все расходы по двору возросли ужаснейшим образом… Хотя ему и удалось пролезть в Государственный совет, но присутствие его там ограничивалось постоянным молчанием и поклонами влиятельным лицам.

## Личная жизнь

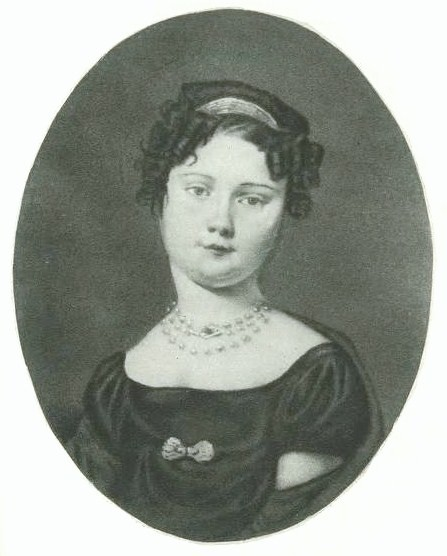
Тёкла Игнатьевна Шувалова

Мать Шувалова была очень дружна с известной М. А. Нарышкиной, младшая дочь которой, Софья (1808—1824), была рождена от Александра I. Ради карьеры Андрей Петрович намеревался жениться на ней. Со дня помолвки император обходился с Шуваловым как с будущим зятем, но брак не состоялся. Невеста, страдавшая с детства чахоткой, скончалась незадолго до свадьбы. В день похорон её безутешный Шувалов будто бы сказал одному из друзей своих: «Мой милый, какого значения я лишился!». В качестве компенсации император послал своего несостоявшегося зятя секретарем к графу Д. П. Татищеву в Вену.
12 ноября 1826 года в Казанском соборе в Петербурге граф Шувалов обвенчался с богатой вдовой князя Зубова, Теклой Игнатьевной (1801—1873), имевшей ежегодный доход до 120 тысяч рублей. С ней Шувалов был знаком ещё в Вене, продолжил знакомство в 1826 году в Москве на коронации и ради неё, отказавшись от дипломатической службы, уехал с ней за границу. Вернувшись в Петербург, в 1834 году Шуваловы купили дом на наб. Мойки, 90/1, который сделался одним из самых модных домов в столице. Здесь собиралось все высшее общество, устраивались балы и играли вист по 250 рублей за партию. Бывал у Шуваловых и Пушкин, хорошо знавший хозяина дома и отзывавшийся о графине: «кокетка польская, то есть очень неблагопристойная».
Ловкая графиня Текла Игнатьевна разделяла и весьма сильно поощряла честолюбивые помыслы своего мужа и усердно делала ему карьеру. В апреле 1848 года была пожалована в кавалерственные дамы ордена Св. Екатерины (малого креста), но (к своему большому прискорбию) так и не была удостоена звания статс-дамы. Скончалась в 1873 году, через четыре месяца после мужа и была похоронена рядом с ним в Софийской церкви, которую они выстроили в имении Вартемяки рядом с Петербургом. В браке имели детей:
- Пётр (1827—1889), генерал от кавалерии, губернатор Лифляндии, Курляндии и Эстляндии (1864—1866), шеф жандармов и глава Третьего отделения (1866—1874), посол в Великобритании (1874—1879).
- Софья (1829—1912), фрейлина, на которой хотел было жениться брат императрицы, Александр Гессенский, пока не столкнулся с категорическим запретом царя; с 1850 замужем за графом А. А. Бобринским (1823—1903).
- Павел (1830—1908), генерал от инфантерии, варшавский генерал-губернатор, посол в Германии с 1885 по 1894 год.
- Ольга (1833—1859).